# Blood for Dracula
Blood for Dracula también conocida como Andy Warhol's Dracula y en español: Sangre para Drácula o Drácula de Andy Warhol, es una película inglesa-italiana de 1974 dirigida por Paul Morrissey y producida por Andy Warhol y Andrew Braunsberg. Está protagonizada por Udo Kier, Joe Dallesandro, Maxime Mckendry, Stefania Casini y Arno Juerging. Roman Polanski y Vittorio de Sica también aparecen en un cameo y un papel secundario, respectivamente.

## Sinopsis
En el año 1920, un enfermizo y agonizante conde Drácula (Udo Kier), que debe beber sangre de virgen para sobrevivir, viaja desde Rumania a la Italia prefascista, siguiendo el plan de su sirviente Anton (Arno Juerging) que cree que será más probable encontrar una virgen en un país católico. Tras un largo viaje por carretera, portando en la baca del automóvil la silla de ruedas y el ataúd del conde, a su llegada al norte de Italia, Drácula se hace amigo del Marqués di Fiori (Vittorio de Sica), un terrateniente italiano arruinado que vive en una mansión decadente donde lo invita a hospedarse ya que está dispuesto a casar a una de sus cuatro hijas con el supuestamente rico aristócrata rumano.
Dos de las hijas de Fiori, Saphiria y Rubinia, disfrutan regularmente de los servicios sexuales de Mario, el único criado (Joe Dallesandro) que queda en la mansión, un apuesto campesino acérrimo marxista que cree que la revolución socialista pronto ocurrirá en el país como ha pasado en Rusia. Esmeralda y Perla, la mayor y la menor de las cuatro hijas sí son vírgenes, pero la mayor tiene ya demasiados años para ser ofrecida en matrimonio y la menor solo tiene 14 años (interpretada por Silvia Dionisio, actriz de 23 años). Drácula obtiene garantías de que todas las hijas son vírgenes y bebe la sangre de las dos medianas a las que considera aceptables. Sin embargo, ninguna de las dos es virgen y su sangre "contaminada" debilita todavía más a Drácula, aunque las convierte en sus esclavas telepáticas. 
Después de que el Marqués di Fiori debe hacer un viaje a Londres para intentar pagar sus deudas, Mario descubre que el conde es un vampiro y lo que ha hecho a las hermanas al ver las marcas en sus cuellos. Se da cuenta del peligro que corre Perla la hija más joven, que todavía es virgen y la viola con la excusa de protegerla. La marquesa lo descubre durante el acto y él le advierte sobre los planes de Drácula. Mientras tanto, el conde ha bebido la sangre de la hija mayor, convirtiéndola en una vampira y recuperando fuerzas.
La esposa di Fiori (Maxime McKendry) se enfrenta al sirviente pistola en mano pero la marquesa es apuñalada por el servidor de Drácula, aunque ella le dispara mortalmente antes de fallecer. Mario mientras persigue a Drácula hacha en mano, hasta que lo alcanza y lo desmembra. Esmeralda corre en auxilio del conde y los remata a ambos con una estaca. Mario queda como dueño y administrador de facto de la propiedad.

## Reparto
- Joe Dallesandro como Mario
- Udo Kier como Conde Drácula
- Vittorio De Sica como Marqués di Fiori
- Maxime McKendry como Marquesa di Fiori
- Arno Juerging como Anton
- Milena Vukotic como Esmeralda
- Dominique Darel como Saphiria
- Stefania Casini como Rubinia
- Silvia Dionisio como Perla
- Inna Alexeievna
- Gil Cagne
- Roman Polanski como hombre jugando a las cartas en la posada

## Producción
La película fue rodada en varias localizaciones de Italia y fue improvisada en parte mientras el mismo equipo rodaba Flesh for Frankenstein y se rodó más rápido y fue menos costosa de lo esperado.
Aunque en ocasiones se menciona a Antonio Margheriti como director de la segunda unidad de la película, Udo Kier ha afirmado que Margheriti no participó en la dirección, que fue exclusiva de Paul Morrisey, y que nunca vio a Margheritti en el rodaje.
Como favor para el productor Carlo Ponti, Antonio Margheriti aceptó participar gratuitamente en los créditos para que la película fuera subvencionada por el gobierno italiano. Sin embargo, el productor y el supuesto director fueron llevados a juicio y perdieron.
Al contrario que la controvertida Flesh for Frankenstein la película sufrió muy pocos cortes antes de su lanzamiento en el Reino Unido. En 1995 salió a la venta en video una versión íntegra sin censura.
Como Roman Polanski estaba filmando What? en Italia en un escenario cercano, se le pidió que hiciera un cameo en esta película.

## Estreno
Blood for Dracula fue estrenada en una versión de 103 minutos en los cines con una categoría X debido a su contenido violento, desnudos y elementos sexuales. Posteriormente fue reducida a 94 minutos y reclasificada a R bajo el título Young Dracula. La versión original íntegra ha sido comercializada en DVD en varias ocasiones, sin ningún tipo de categorización.